# Siebenschläferkapelle (Ebersburg)

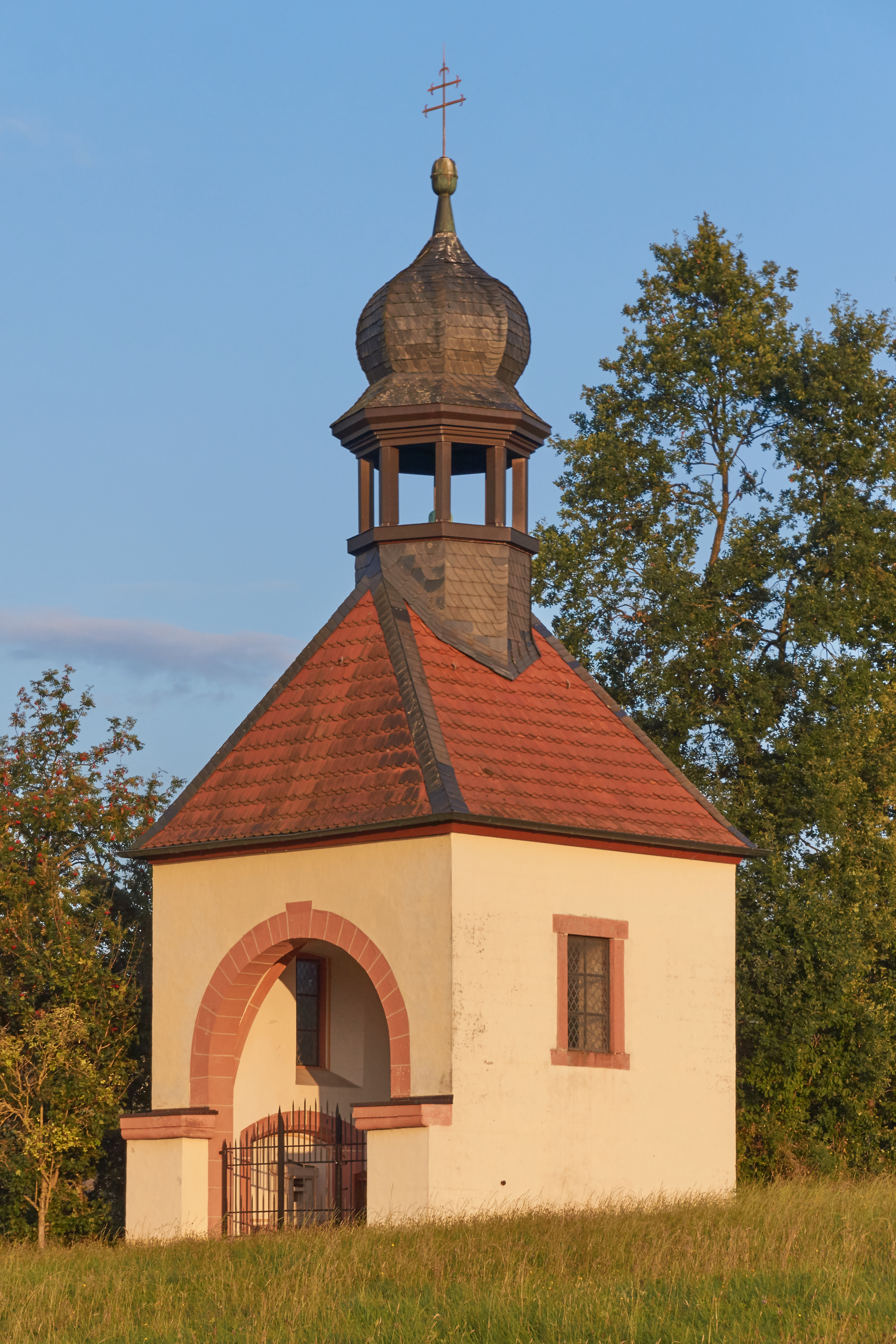
Siebenschläferkapelle bei Weyhers

Die Siebenschläferkapelle im Gebiet der Rhöngemeinde Ebersburg im hessischen Landkreis Fulda ist eine 1975 errichtete Kapelle nahe dem Ortsteil Weyhers.
Bis 1978 stand unweit vom Standort der heutigen Kapelle eine Wegekapelle, die in den Hessenpark bei Neu-Anspach (Hochtaunuskreis) versetzt wurde und dort als „typisches Beispiel für das religiöse Leben des katholischen Fuldaer Landes“ besichtigt werden kann.

## Geographische Lage

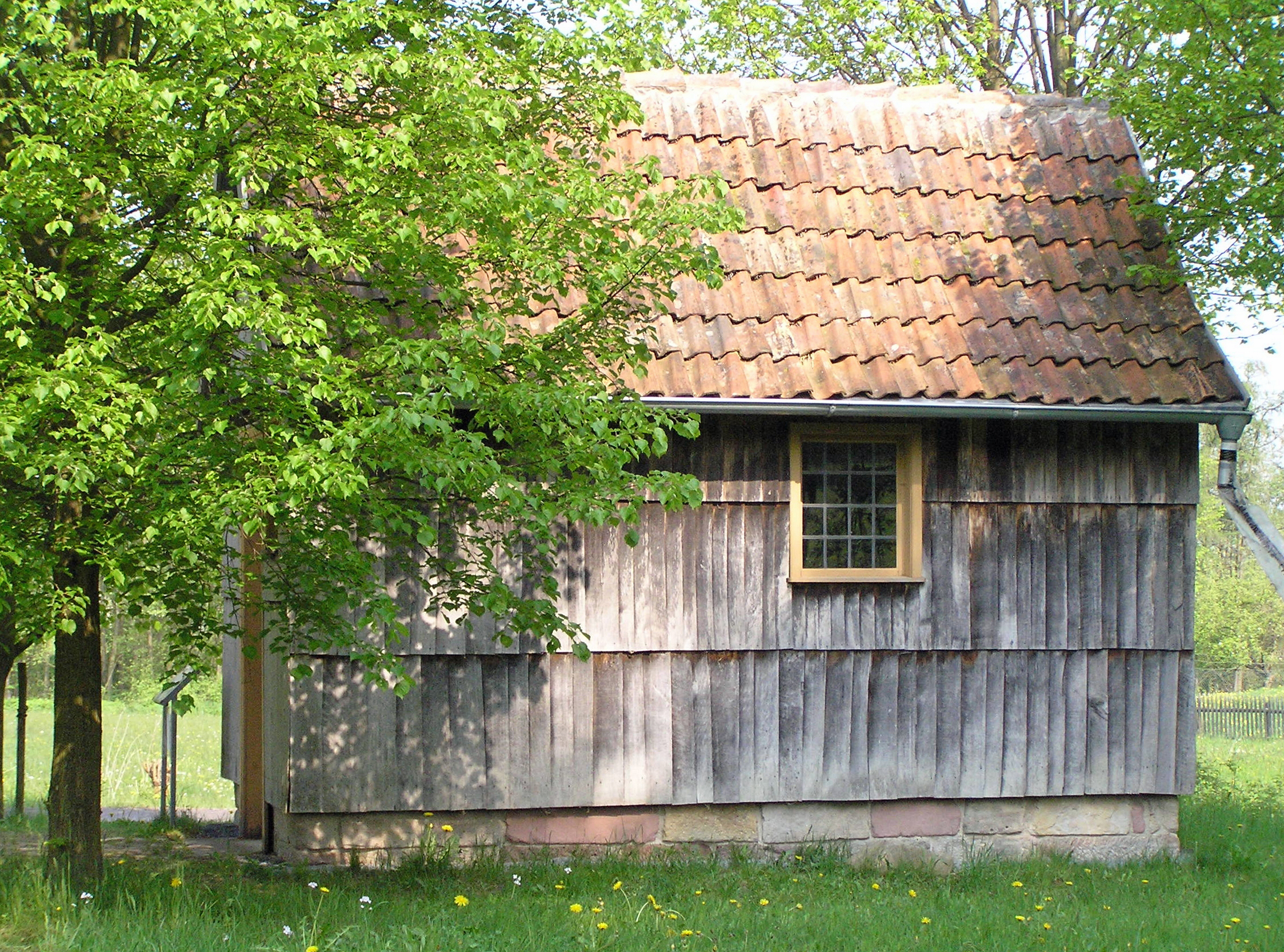
Die ursprüngliche Wegekapelle steht seit 1978 im Hessenpark bei Neu-Anspach

Die Siebenschläferkapelle befindet sich rund einen Kilometer südsüdwestlich von Weyhers und etwa 70 m südlich der Landesstraße 3258 nahe dem Abzweig eines Fahrweges nach Rödersbach, einem Weiler des Ebersburger Ortsteils Ebersberg. Sie steht auf etwa 373 m ü. NHN. Die L 3258 verbindet an dieser Stelle den Ortsteil Weyhers mit dem Ortsteil Ried; von ihr zweigt etwas südsüdwestlich der Kapelle die Kreisstraße 48 ab, die zum zwischen Ried und dem Ebersburger Ortsteil Schmalnau gelegenen Ebersburger Weiler Götzenloch führt.
Der Standort der ursprünglichen (einleitend genannten) Wegekapelle befand sich etwa 100 m westsüdwestlich der heutigen Kapelle und lag nach einem Ausbau der L 3258 direkt an der Straße. Er ist heute noch deutlich zu erkennen, da die dortigen Lindenbäume als Naturdenkmal eingestuft wurden und somit den heute leeren Platz weiterhin markieren. Der Standort lag so nahe an der Straße, dass bis heute noch der Entwässerungsgraben der Straße um das einstige Kapellengelände geleitet wird.

## Wegekapelle

### Geschichte
Der Legende nach wurde die Wegekapelle zum Dank dafür errichtet, dass die mordenden und sengenden Schweden im Dreißigjährigen Krieg (1618–1648) an dieser Stelle umkehrten, weil sie aufgrund eines sieben Tage dauernden dichten Nebels auf die kurze Entfernung Weyhers nicht sehen konnten. Dieses wurde deshalb vor Plünderung verschont. Die Entstehung lässt sich auf 1643 datieren. Erwähnung fand das Heiligenhäuschen (mundartlich Heiligehüse) genannte Gebäude 1676, 1714, 1719 und 1810 in verschiedenen Güterbeschreibungen.
Beginnend im Ersten Weltkrieg (1914–1918) fand am Hagelfeiertag jährlich eine Wallfahrt aus Weyhers mit abschließender Abendandacht am Heiligenhäuschen statt. Ende der 1960er Jahre schlief diese Tradition ein. Danach kümmerte sich niemand mehr um das Gebäude und es verfiel zusehends. Einzig Tippelbrüdern diente es noch als überdachter Schlafplatz. 1973 besprach der Weyherser Rhönklub-Zweigverein, es „mit geringen Mitteln“ wieder herzurichten. Bis 1977 wurde dieses Vorhaben nicht umgesetzt und in einer Versammlung Anfang Januar 1977 wurde der Satz „In diesem Jahr werden wir das Heiligenhäuschen wegräumen“ ins Protokoll aufgenommen. 1978 wurde es abgebaut, um es auf Veranlassung von Heimatforscher Willy Kiefer im Hessenpark später wieder aufzubauen. Zu diesem Zeitpunkt waren die Fenster eingeschlagen, die Tür aufgebrochen und die Siebenschläferplastik verschwunden.
Im 2024 erstmals gesendeten Tatort Tatort: Murot und das 1000-jährige Reich war die Kapelle Kulisse eines Mordes.

### Baubeschreibung und Ausstattung
Die nur 13 Quadratmeter große Wegekapelle war ein Fachwerkbau mit Wettbrettern verkleidet. In ihr war ein kleiner, anspruchsloser, barocker Holzaltar mit einer Darstellung der Himmelfahrt Mariä mit der Heiligen Dreifaltigkeit. Außerdem war dort eine (laut Zitat) sehr anspruchslose aus einem Holzklotz geschnitzte Siebenschläfergruppe. Diese stammt vermutlich aus dem ehemaligen Bereich der Pfarrei Florenberg und dort wahrscheinlich aus einem Vorgängerbau der Kirche in Eichenzell, welche bis 1785 als Vikarie zur Pfarrei Florenberg gehörte. Am Unterrand der Plastik befindet sich ein Schriftband mit der Jahreszahl 1744. Franz Erhard Walther beschreibt sie als einfache, bunt gefasste bäuerliche Arbeit mit Anklängen an die Gotik, die Renaissance und den Barock.
Das wiedererrichtete und 1995 der Öffentlichkeit übergebene Gebäude im Hessenpark orientiert sich an dem Zustand des Heiligenhäuschens vor dem Ersten Weltkrieg. Die Wände sind hell gestrichen und mit blauen Sternen in Schablonenmalerei verziert. Am höchsten Punkt des Deckengewölbes befindet sich ein ockerfarbener Strahlenkranz. Auf dem Altar befand sich eine Marienbildnis (Strahlenmadonna), die heute ihren Platz in der Filialkirche Maria Heimsuchung in Ebersberg gefunden hat. Nicht mehr vorhanden sind das Kruzifix, das ursprünglich über der Eingangstür angebracht war, und eine Porzellantaube, die als Symbol des heiligen Geistes vom blauen Deckengewölbe hing. Letztere wurde schon während der Zeit des Nationalsozialismus mutwillig zerstört (zerschossen).

## Siebenschläferkapelle

### Namensgebung und Siebenschläferplastik
Der Name Siebenschläferkapelle ist erst seit der Gründung des Vereins Siebenschläferkapelle Weyhers/Ebersberg e. V. für das Gebäude im Gebrauch. Dieser wurde im Jahr 2000 gegründet, um das neue Gebäude fertigzustellen und die „Einbindung der Kapelle in das gemeindliche Leben zu fördern“. Der Name ergab sich aus dem Wiederauftauchen der Siebenschläferplastik, nach der 30 Jahre gefahndet worden war, nachdem sie als gestohlen galt. Franz Erhard Walther hatte sie nach eigenen Angaben in den 1960er Jahren in der Nähe der ursprünglichen Kapelle gefunden und mitgenommen. Sie begleitete ihn erst nach New York und dann nach Hamburg. Als er 2000 von der Gründung des Kapellenvereins in der Fuldaer Zeitung las, setzte er sich mit der Gemeindeverwaltung von Ebersburg in Verbindung. Mitglieder des Vereins holten die Plastik bei ihm in Hamburg ab und am 9. Juni 2000 wurde sie von Walther offiziell der Kirchengemeinde Weyhers im Rahmen einer Feierstunde in der Gemeindeverwaltung Ebersburg übergeben.

### Baubeschreibung und Ausstattung
Die Siebenschläferkapelle wurde 1978 von der Gemeinde Ebersburg und dem Straßenbauamt Fulda errichtet. Kurze Zeit standen beide Kapellen nebeneinander. Es handelt sich dabei um den Altarraum der 1975 abgerissenen Filialkirche Sankt Odilia aus Obernüst, Pfarrei Schwarzbach. Der aus verputztem Sandstein gemauerte Rundbogenbau ruht auf kräftigen Kämpfern. Er ist in nordwestlicher Richtung nur durch ein Gittertor verschlossen und hat auf beiden Seiten einfache Rechteckfenster. Das Dach ist mit roten Ziegeln eingedeckt und wird gekrönt von einer offenen Laterne mit Schweifkuppel. Die Unterseite des Dachs besteht aus einem gotischen Kreuzgewölbe mit stumpfen Rippen und einem Schlussstein mit vierblättrigem Kleeblatt. Fest eingebaut ist eine blockförmige steinerne Altarmensa mit einer Reliquienöffnung. An beiden Seitenwänden befinden sich segmentbogige Nischen. Der Rohbau wurde mangels Interesse aller Beteiligten erst 1987 fertiggestellt. Das Eingangsgitter wurde in den 1990er Jahren von einem örtlichen Handwerker nach einem eigenen Entwurf angefertigt und eingebaut.

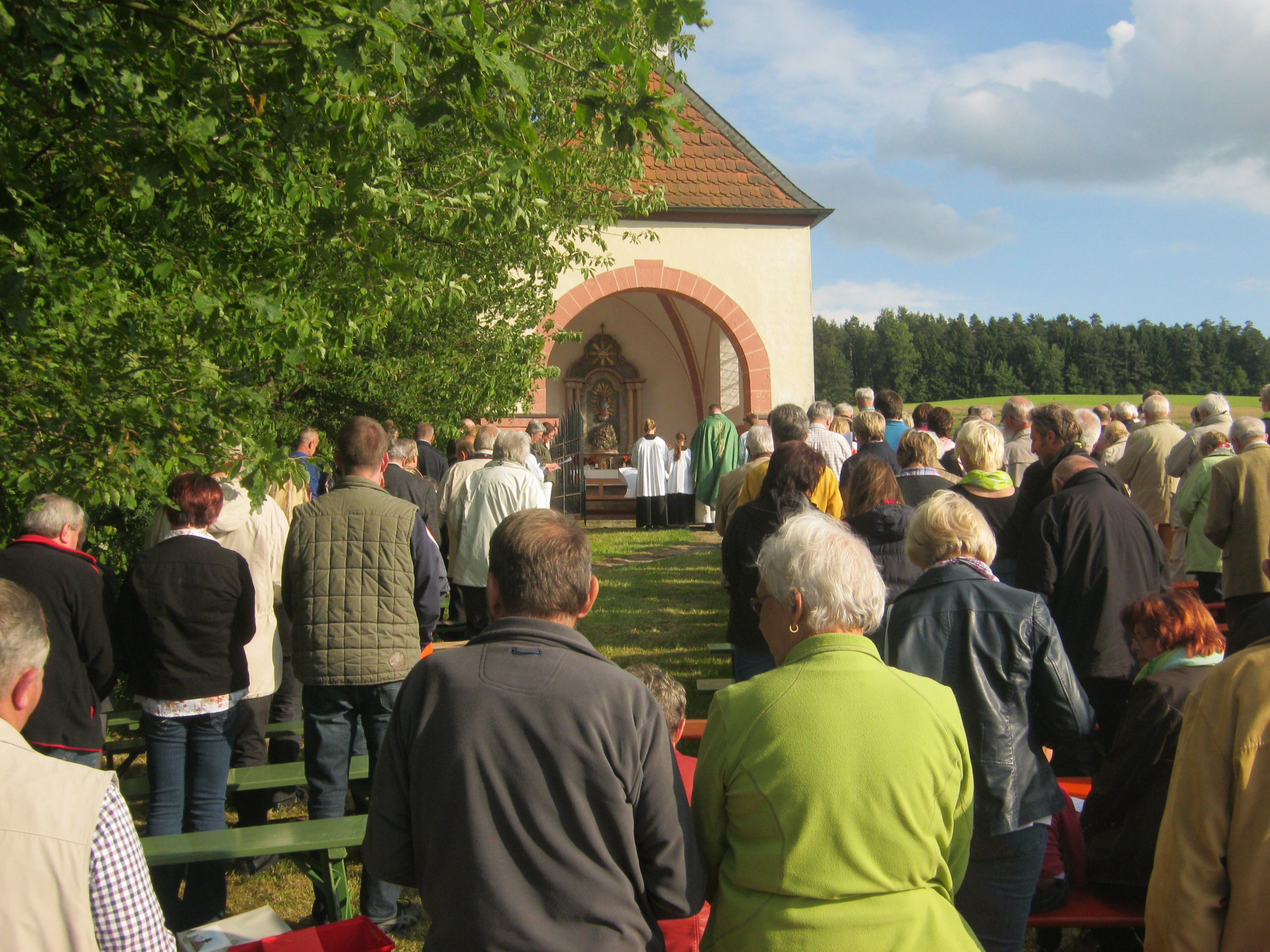
Gottesdienst an der Siebenschläferkapelle

Mit der Planung der Inneneinrichtung wurde 2000 begonnen und diese wurde 2001 umgesetzt. Heute steht auf der Altarmensa ein von dem Bildhauer Elmar Baumgarten entworfener Hochaltar. Der Altar ist aus Ulmenholz gefertigt, und jeweils zwei Säulen rechts und links bilden die seitliche Begrenzung. In ihm finden auf einem Vorsprung eine Kopie der Siebenschläferstatue, deren Original sich in der Pfarrkirche Weyhers befindet, sowie eine Kopie der Strahlenmadonna, deren Original in der Filialkirche Oberrod zu finden ist, einen Platz. Im Gebäude befinden sich noch eine Andachtsbank und in einer der Seitennischen ein Pult, auf dem ein Informationsordner bereitliegt. Links neben dem Altar sind zwei Gedenksteine eingemauert.

### Heutige Nutzung
Nachdem am 26. Mai 2000 erstmals wieder eine Wallfahrt von Weyhers zur Siebenschläferkapelle stattfand, wird diese jährlich am auf den Siebenschläfertag folgenden Sonntag durchgeführt. Am 2. September 2001 wurde die Kapelle erstmals durch den damaligen Weihbischof von Fulda Ludwig Schick gesegnet. Als weitere regelmäßige Veranstaltung findet jedes Jahr Anfang September ein Kindergottesdienst an der Kapelle statt.

## Bildergalerie

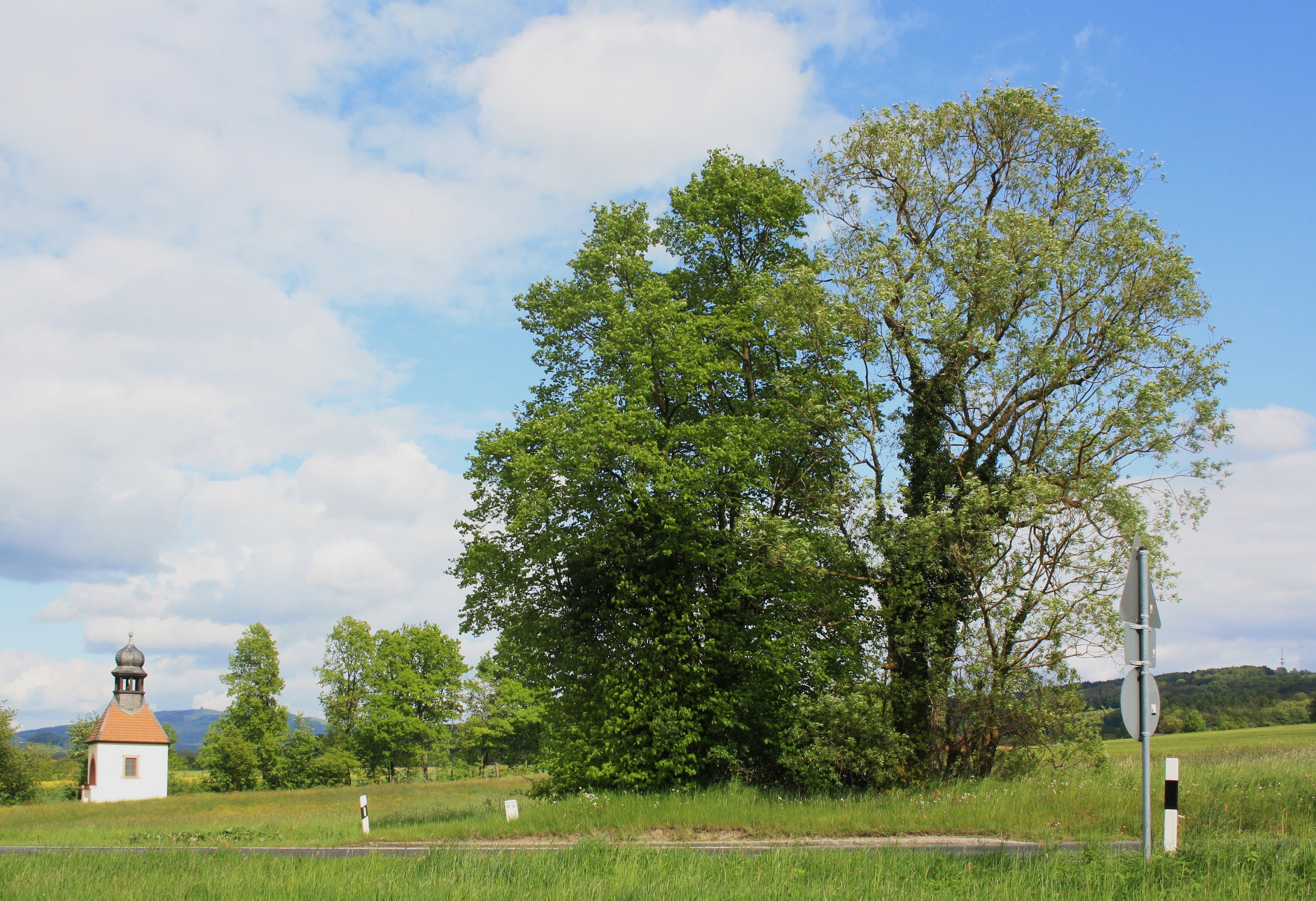
Standort der ursprünglichen Wegekapelle (vorne; Bäume) mit Siebenschläferkapelle (hinten)
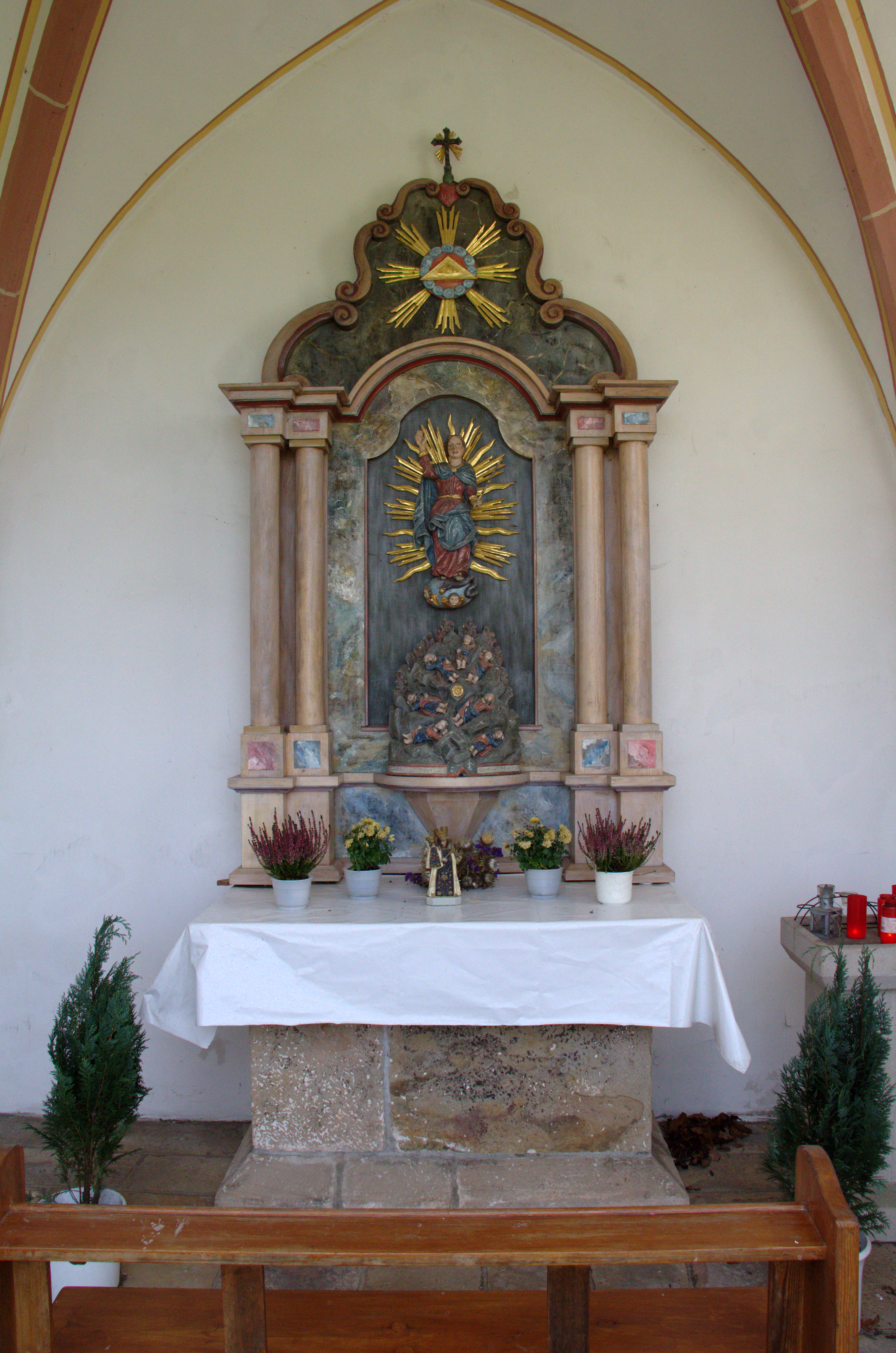
Siebenschläferkapelle: Innenraum der Kapelle
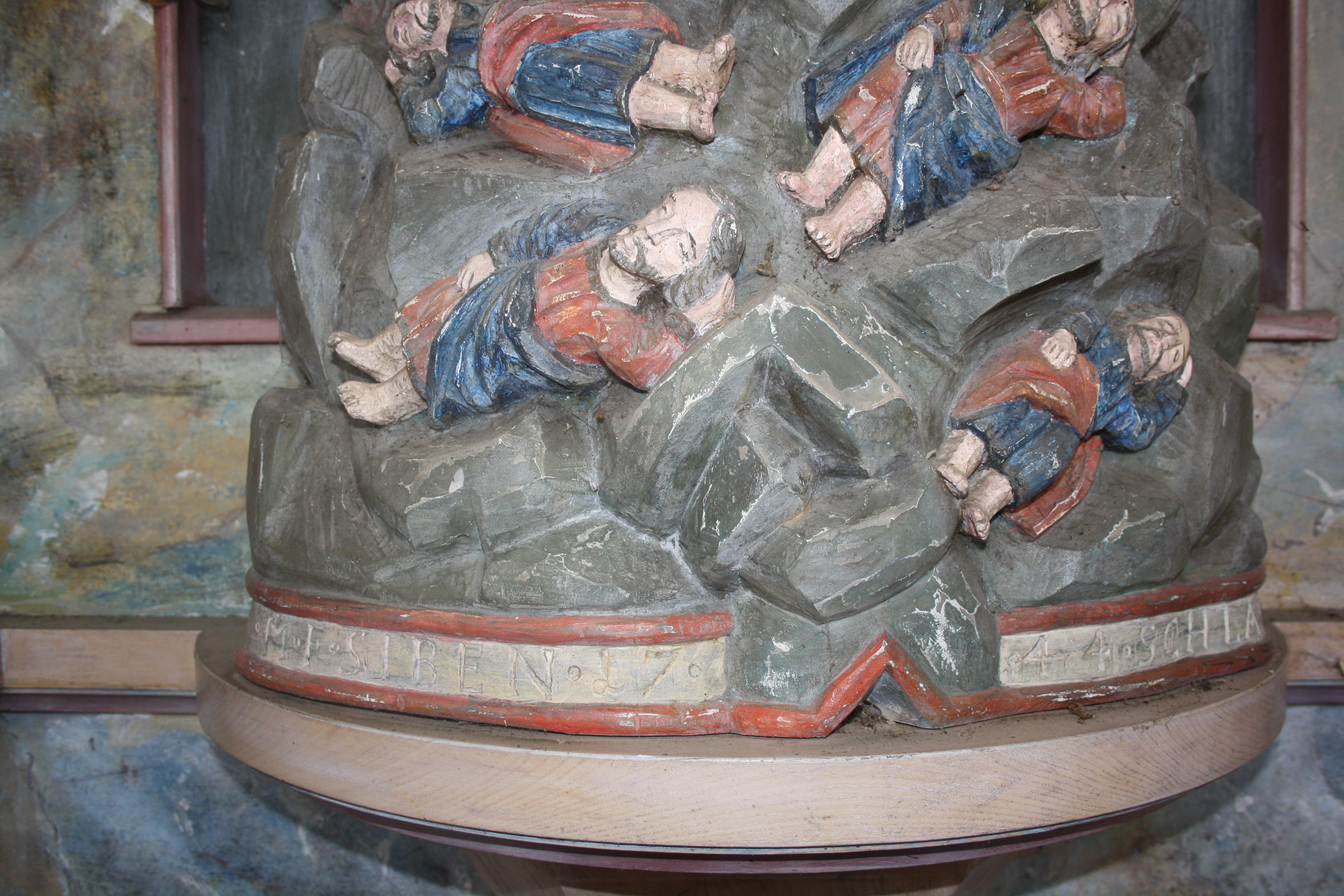
Siebenschläferkapelle: Details der Siebenschläferskulptur
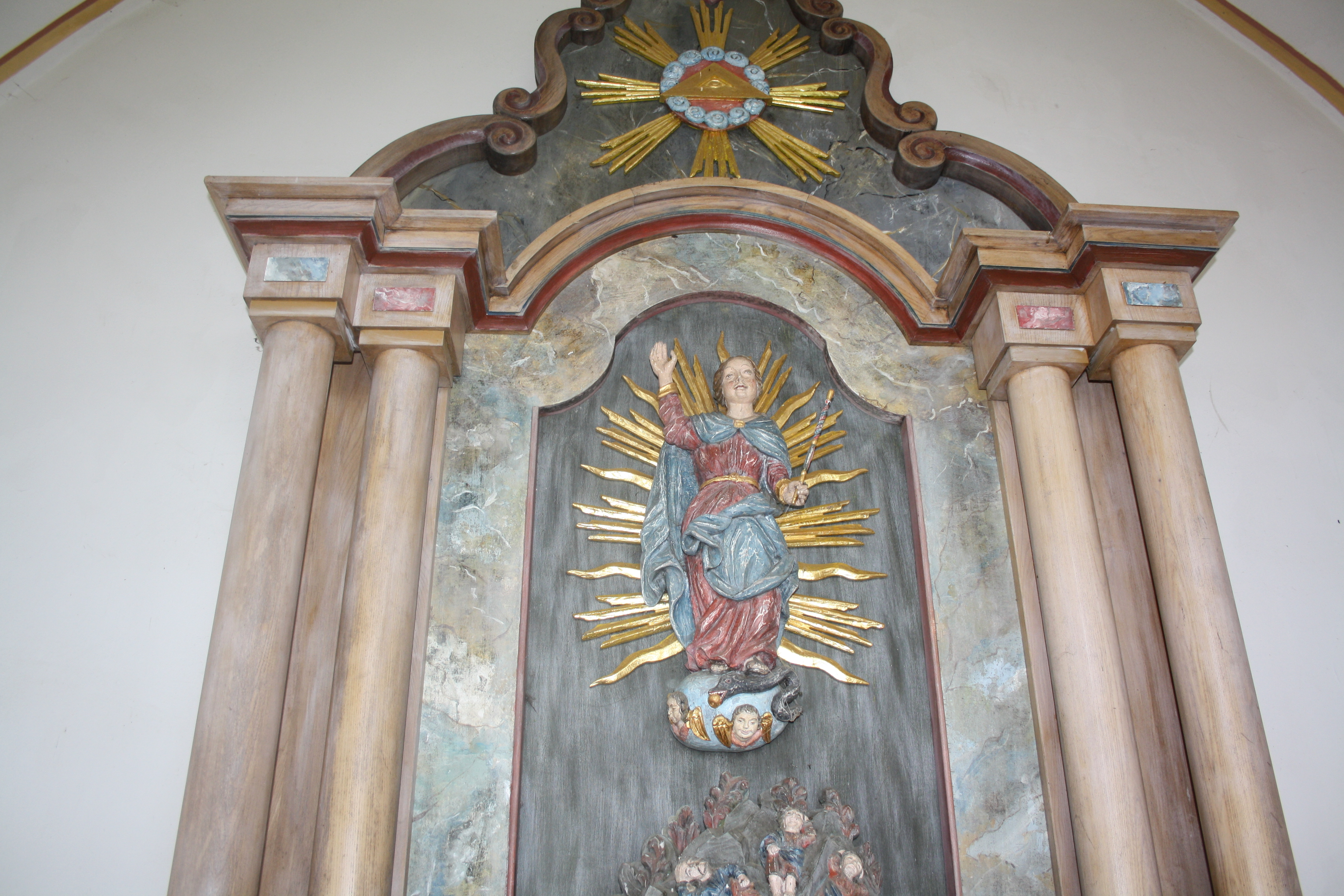
Siebenschläferkapelle: Strahlenmadonna